# Sergio Méndez Arceo
 (décembre 2012).
Sergio Méndez Arceo, né le 28 octobre 1907 à Tlalpan, Mexico et mort le 5 février 1992 à Morelos, est un prêtre et évêque mexicain, idéologue de la Théologie de la libération.

## Biographie
Sergio Mendez était un évêque mexicain, ordonné prêtre en 1934. Il a étudié à l'Université grégorienne de Rome. Comme évêque du diocèse de Cuernavaca, il a gagné le surnom de "Obispo Rojo (Evêque rouge)" car il fut le père du renouveau de l'Église catholique mexicaine. Il a travaillé de manière intensive en faveur des populations marginalisées de Mexico et a soutenu les groupes de gauche, à l'intérieur et à l'extérieur du pays.